# Elke Bartholomäus
Elke Bartholomäus (* um 1979) ist eine deutsche Vokalistin und Komponistin.

## Leben und Wirken
Bartholomäus erhielt ihre Gesangsausbildung bei Lia Montoya-Palmen, Sibylle Wolf und Manfred Billmann in Köln sowie bei Carla Cook und Datevik Hovanesian in New York. Weiterhin absolvierte sie Masterclasses bei Maria João, David Moss, Jay Clayton, Lauren Newton, Meredith Monk und dem Bobby McFerrin Ensemble.
Bartholomäus veröffentlichte 2023 ihr Debütalbum To Speak mit überwiegend Eigenkompositionen. Zuvor war sie in unterschiedlichen Formationen des Nu Jazz aktiv sowie in internationalen Musiktheaterproduktionen (etwa in Heiner Müllers Mommsens Block mit Die Kulturtechniker, 2003), aber auch in Produktionen des Studio Akustische Kunst des WDR.

## Diskographische Hinweise
- To Speak (JazzHausMusik 2023, mit Matthew Halpin, Raissa Mehner, Laia Genc, Fabian Berghofer, Jens Düppe)